# 傑可布·立夫
傑可布·立夫（希伯來語：‎，羅馬化：Jacob Ziv，1931年11月27日—2023年3月25日）是一名以色列電機工程師，也是LZ無損數據壓縮家族的創始人之一。他與亞伯拉罕·藍波和特里·韦尔奇開發了LZW無損數據壓縮算法。

## 生平
立夫在1931年11月27日出生於巴勒斯坦託管地提比里亞。他分別於1954年和1957年獲得以色列理工學院電機工程學士學位和工程碩士學位，並於1962年獲得麻省理工學院的理學博士學位。
立夫自1970年起在以色列理工學院任教，是赫爾曼·格羅斯電機工程教授和以色列理工學院的傑出教授。他的研究包括數據壓縮、訊息論和統計通訊理論。
立夫在1974年至1976年擔任電機工程學院院長，1978年至1982年擔任學術事務副院長。1987年起，他在美國紐澤西州美利山貝爾實驗室的資訊研究部度過三次公休假期。
1955年至1959年，利夫在以色列國防部科學部門擔任高級研究工程師，負責通訊系統的研究與開發。1961年至1962年，在麻省理工學院攻讀博士學位期間，他加入麻薩諸塞州沃特敦市Melpar公司應用科學部，擔任高級研究工程師，從事通訊理論研究。1962年，他回到以色列國防部科學部門擔任通訊部門的負責人，同時也是以色列理工學院電機工程系的兼職人員。1968年至1970年，他是貝爾實驗室的技術工作人員。1985年至1991年，他是以色列大學規劃與撥款委員會的主席（規劃與撥款委員會是以色列政府與大學之間的接口；主要工作為編制預算，向政府提交，並將其分配給大學；負責大學的發展和手段及實踐）。自1981年起，他是以色列科學與人文學院的院士，並在1995年至2004年間擔任院長。

## 獲獎
1993年，立夫被授予以色列精密科學獎。
立夫在1995年因「對訊息理論以及數據壓縮理論和實踐的貢獻」而獲得IEEE理察·衛斯里·漢明獎章，並在1998年獲得IEEE訊息論學會的技術革新金禧獎。
立夫是1997年IEEE訊息論學會所頒發之克勞德·E·香農獎與2008年BBVA基金會知識前沿獎的得主。
2021年，立夫被授予IEEE榮譽獎章，這是IEEE「對訊息理論和數據壓縮技術的基本貢獻，以及傑出的研究領導力」之最高認可。
立夫於2003年成為美國哲學會會員，並於2004年成為美國國家科學院院士。

## 外部連結
- A Conversation with Jacob Ziv (on his 65th birthday) （页面存档备份，存于）
- ACM Paris Kanellakis Theory and Practice Award 1977: Jacob Ziv （页面存档备份，存于）
- Jacob Ziv在中的页面